# Company of Equivalent Proprietors
La Company of Equivalent Proprietors est une société financière créée en 1707 au moment de l'Acte d'Union liant Écosse et Angleterre. L'Écosse et son parlement n'avaient pas de dette publique mais vivaient une crise financière en raison de la faillite du Projet Darién, de William Paterson, qui était par ailleurs le fondateur de la Banque d'Angleterre. 
L'Angleterre avait pour sa part mis en place un système d'emprunt public depuis une dizaine d'années, dans le cadre de la révolution financière britannique, et connaissait une croissance économique forte. Les écossais reprochaient aux anglais d'avoir précipité l'échec du en retirant leur soutien au dernier moment, et d'empêcher les écossais d'avoir accès au libre commerce. Les deux nations décidèrent alors de s'unir et d'indemniser les actionnaires du Projet Darién, dans le cadre de la création du Royaume-Uni, avec un seul parlement.
les actionnaires du Projet Darién reçurent l'« Equivalent » pour une valeur de 398 000 sterling, de la monnaie-papier rapportant un intérêt de 5 % par an, soit 10 000 sterling. L'argent venait des emprunts publics anglais. Comme il s'agissait d'une indemnisation en papier, seuls les intérêts devait être déboursés. Les actions de la Company of Equivalent Proprietors étaient une forme d'emprunt public, placé auprès des créanciers de l'Angleterre, devenus créanciers du nouveau Royaume-Uni.
Le Projet Darién de William Paterson devient « Company of Equivalent Proprietors » par un échange d'actions. Deux décennies plus tard, il deviendra la Scottish Banking Company de 1727, vite renommée Royal Bank of Scotland. Son histoire a été rcontée par Francis Borland, qui a publié en 1715 à Glasgow un récit de son expérience au sein de la "Company of Scotland Trading to Africa and the Indies", chargée de mettre en œuvre le Projet Darién.